# Eduard Swoboda
Eduard Swoboda, česky Eduard Svoboda (14. listopadu 1814 Vídeň, – 13. září 1902 Hallstatt) byl česko-rakouský akademický malíř a grafik klasicistního školení, romantického a realistického zaměření, který maloval portréty, žánrové, historické a náboženské obrazy, fresky a příležitostně také restauroval. Působil v celé Rakouské monarchii, v Německu a natrvalo se usadil ve Vídni.

## Životopis
Narodil se v měšťanské rodině českého obchodníka s vlnou ve Vídni a jeho manželky M, měl mladšího bratra Rudolfa, který se stal malířem-krajinářem, ale zemřel předčasně. Vystudoval historickou figurální malbu a kresbu na Akademii výtvarných umění ve Vídni u prof. Eduarda Schilchera. Roku 1833 tam ve škole historické kresby obdržel Gundelovu cenu (Gundel-Preis), která mu umožnila vyhnout se povinné vojenské službě a pokračovat ve studiu malířských technik. Kromě olejomalby a akvarelu se naučil malbě freskové. Praxi zahájil cestováním roku 1835 v Praze, odkud odjel do Karlových Varů, kde se věnoval tehdy velmi lukrativní malbě portrétních miniatur lázeňských hostů; dále pokračoval roku 1836 do Budapešti a v roce 1842 pobýval v Bratislavě, kde portrétoval tamní šlechtu, jak akvarelem tak olejomalbou.
Jeho portrét srbského pravoslavného metropolity Josipa Rajačiće, namalovaný u příležitosti Rajačićova jmenování arcibiskupem ve Sremských Karlovcích (1848) byl tak žádaný, že od něj provedl 14 autorských kopií. V Uhrách získal také objednávku na oltářní obraz do kostela v Baia Sprie (Felsőbánya) v Sedmihradsku. Roku 1848 je doložen při jednání říšského sněmu ve Frankfurtu nad Mohanem a ve Wiesbadenu. Portrét rakouského arcivévody Jana stačil provést jen v akvarelu, poté se politická situace obrátila a zakázka byla zrušena. V roce 1860 společně s Karlem Geigerem vymaloval fresky na schodišti nové burzy ve Vídni. K vídeňskému dvoru byl uveden jako restaurátor, obnovil fresky v zámku Schönbrunnu. Poté portrétoval císaře Františka Josefa I.
Nejen ve svých obrazech, ale i v životě osvědčoval svůj smysl pro humor. Jako člen vídeňské pseudošlechtické společnosti pánů z Patzhausenu byl jmenován "rytířem ze Zeleného ostrova" a "komturem z Patzhausenu".

## Rodina a smrt
Swoboda byl dvakrát ženat. Poprvé se oženil s Josefou Janschovou, dcerou vídeňského malíře porcelánu Franze Janschy (1784–1860), manželství bylo bezdětné. Po její smrti se oženil s Josefou Müllerovou (̈* 1816), dcerou vídeňského chromolitografa Leopolda Müllera, s níž měl tři děti. syn Rudolf a dcera Josefina se stali rovněž malíři. Žili převážně ve Vídni. Swoboda zemřel během své salcburské dovolené. je pohřben na ústředním vídeňském hřbitově.

## Dílo
Klasicistní školení a romantické zaměření uplatnil v malbě žánrových obrazů, jež bývají bu´d komorního formátu nebo mnohafigurovou kompozicí s komickým či kriticky moralizujícím podtextem. Námětem jsou významné události ze života rakouských měšťanů nebo venkovanů. Vytvořil jich desítky, vystavoval a prodával je na každoročních výstavách Akademie nebo Kunstvereinu ve Vídni, tři velkoformátové kompozice byly zakoupeny do Rakouské národní galerie, většina je známa jen z jejich katalogů výstav, z novinových zpráv nebo se objevila v aukcích v poslední době.
Jeho portréty jsou více realistické. Maloval často akvarelem podobizny komorního formátu. Své kresby prováděl technikou litografie, další grafici je prováděli jako mědirytiny nebo ocelorytiny.
malba (výběr)
- Obraz sv. Antonín Paduánský pro kostel Nalezení Sv. Kříže v Dubé u České Lípy, 1834
- Obraz sv. Ondřeje apoštola, jemuž kříž pomáhá nést anděl, který jej zároveň korunuje vavřínovým věncem, 1836, na hlavním oltáři farního kostela sv. Ondřeje v Hl. Andrä vor dem Hagental, dolní Rakousko, okres Tulln
- Podobizna S. Milece, 1840, Slovenská národní galerie Bratislava[3]
- ̈Portrét tříčtvrteční postavy srbského metropolity a arcibiskupa ze Sremských Karlovců Josipa Rajačiće, 1848
- Fresky v kostele v Baia Sprie (maďarsky Felsőbánya) v Semihradsku
- ̈Smlouva, 1848
- Vabank aneb Hráčské štěstí, 1849, Rakouská galerie Belvedere, Vídeň
- Oslava krále střelců. nedatováno; před 1902, aukce Dorotheum Vídeň
- Odmítnutá nevěsta
- Portrét císaře Františka Josefa I.
- Malý rádce, 1867
- Fresky v kostele sv. Jana Křtitele v dolnorakouské obci Trumau u Badenu, 1855
- Fresky nebo obrazy pro kostely v Liberci a v Banské Štiavnici
- Fresky na schodišti nové burzy ve Vídni, 1860 (s Karlem Geigerem
- Četné portréty dam a pánů – akvarel
- Dvojportrét hrajících si dětí (chlapce s bubnem a děvčete s praporem), 1867
- Malý knihomol, 1870

litografie
- Portrét rakouského sochaře Johanna Preleuthnera (1807–1897), kolem 1840
- Portrét rakouského malíře Josefa Geylinga (1799–1885), kolem 1840

## Galerie

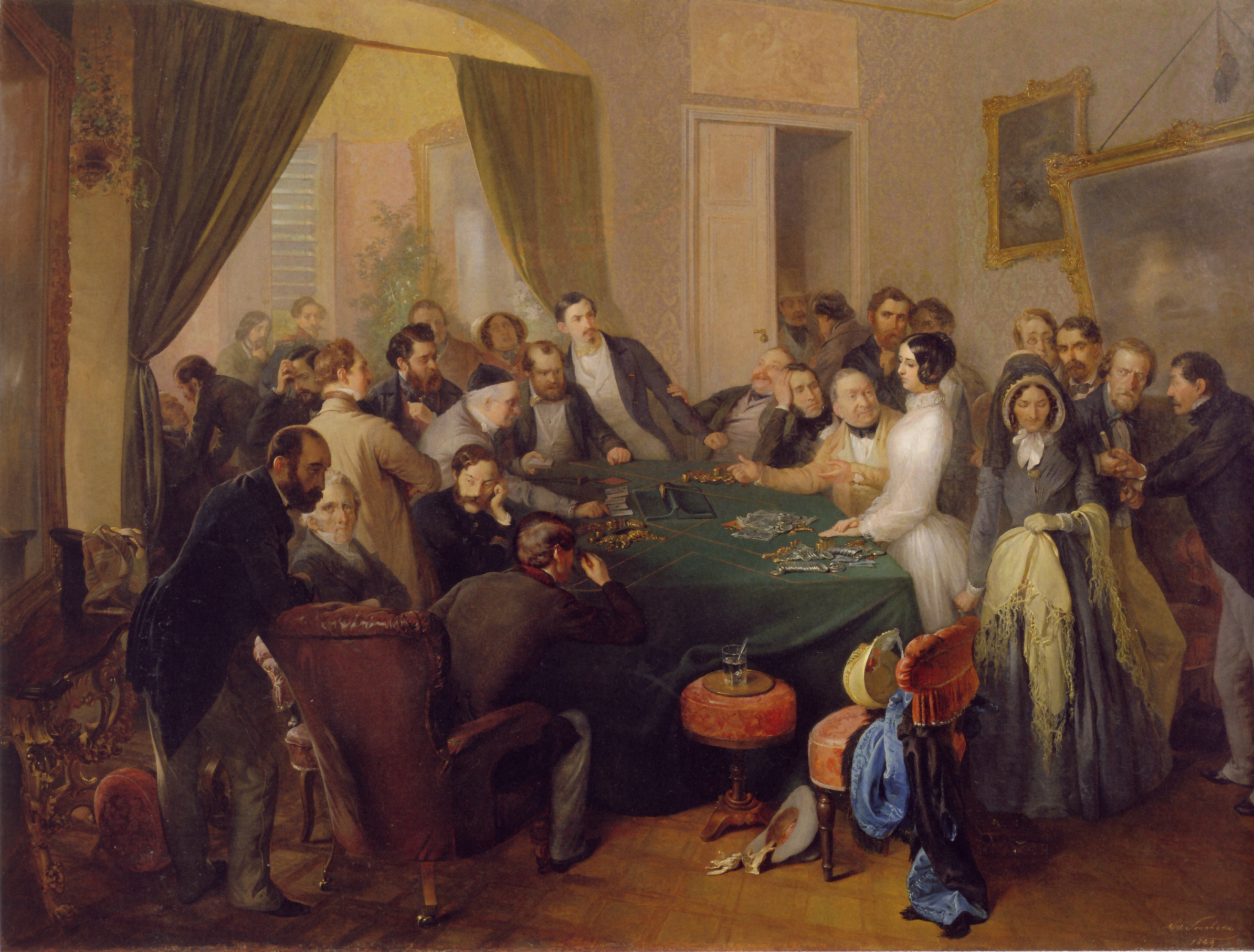
Vabank
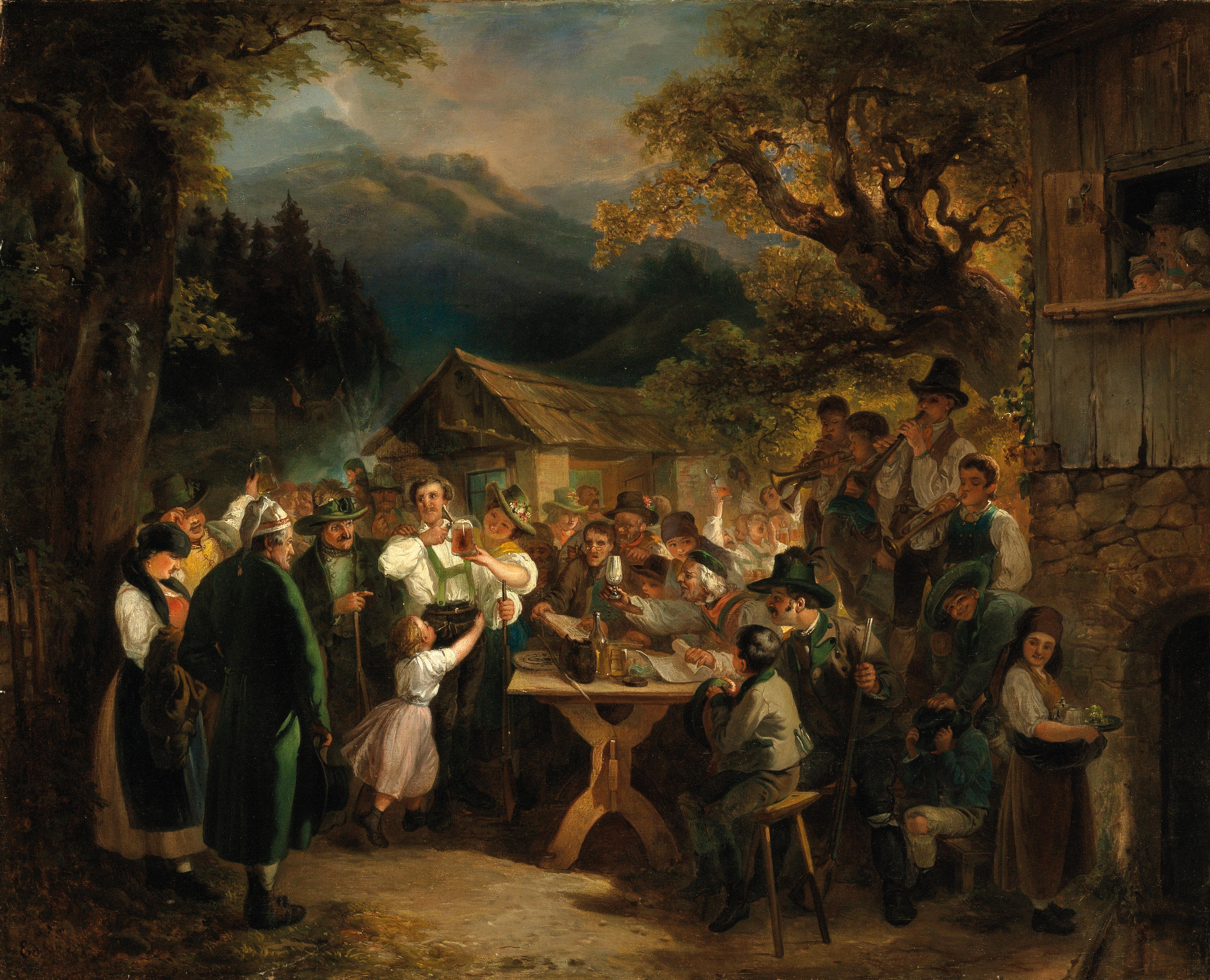
Slavnost Krále střelců
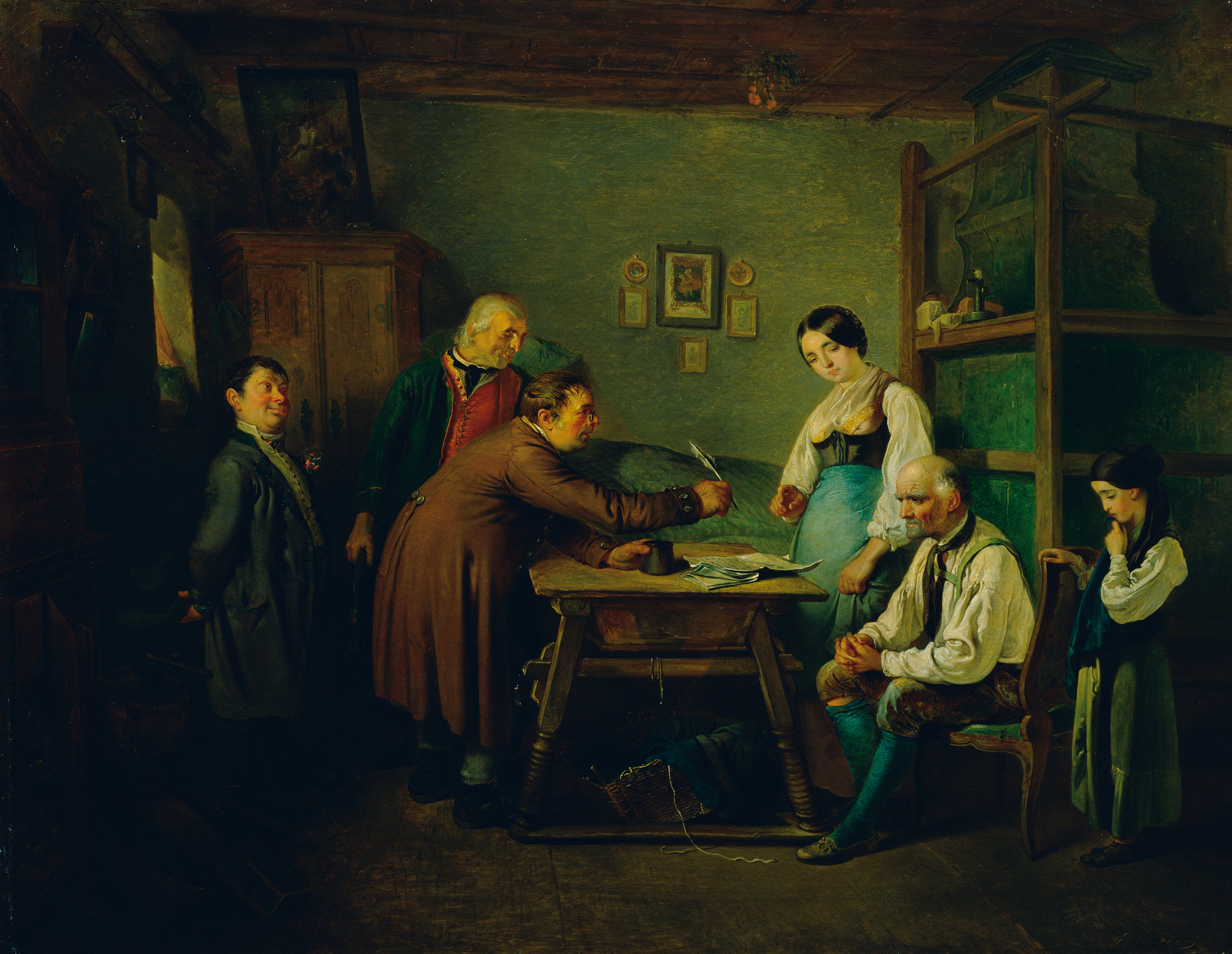
Smlouva
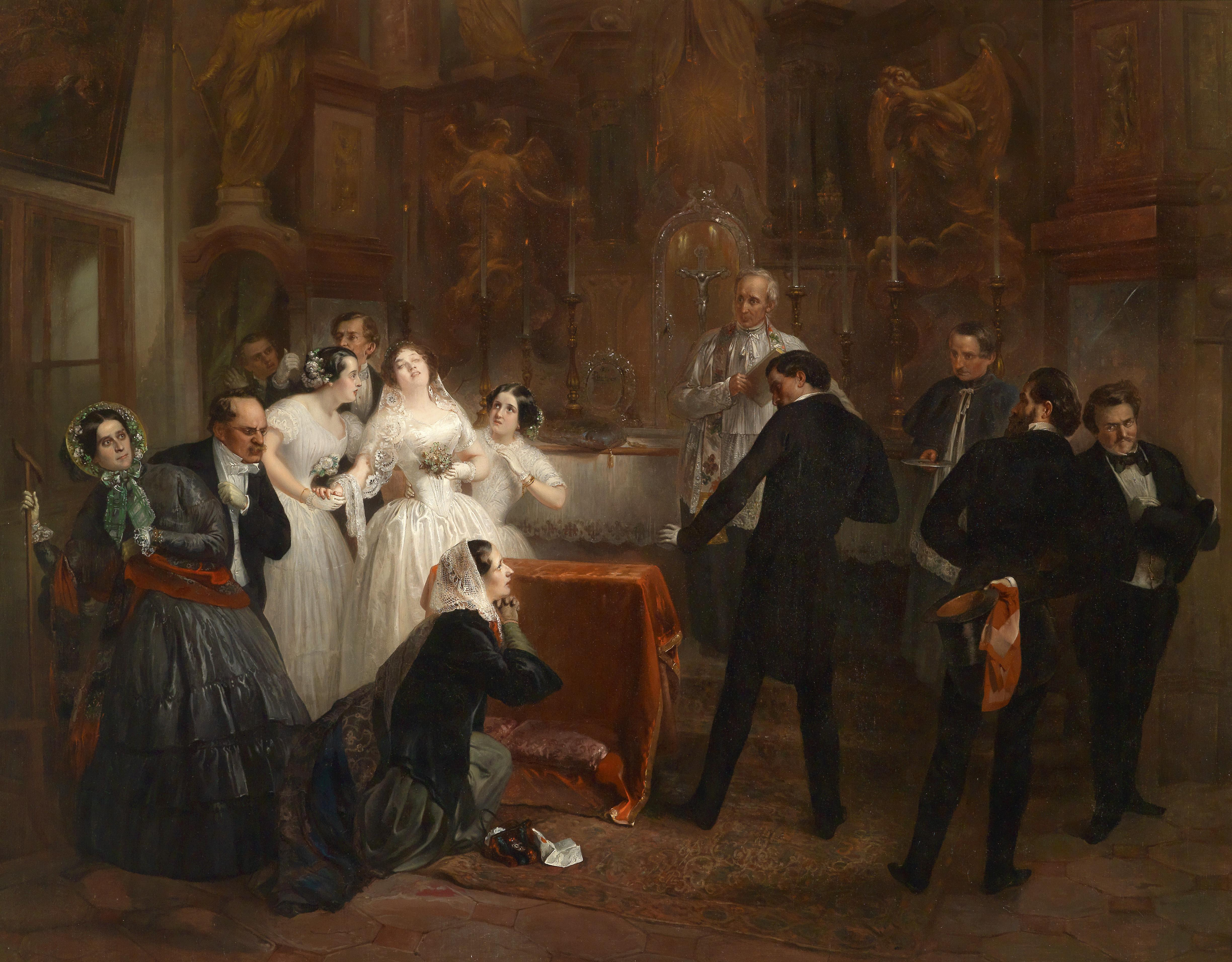
Odmítnutá nevěsta
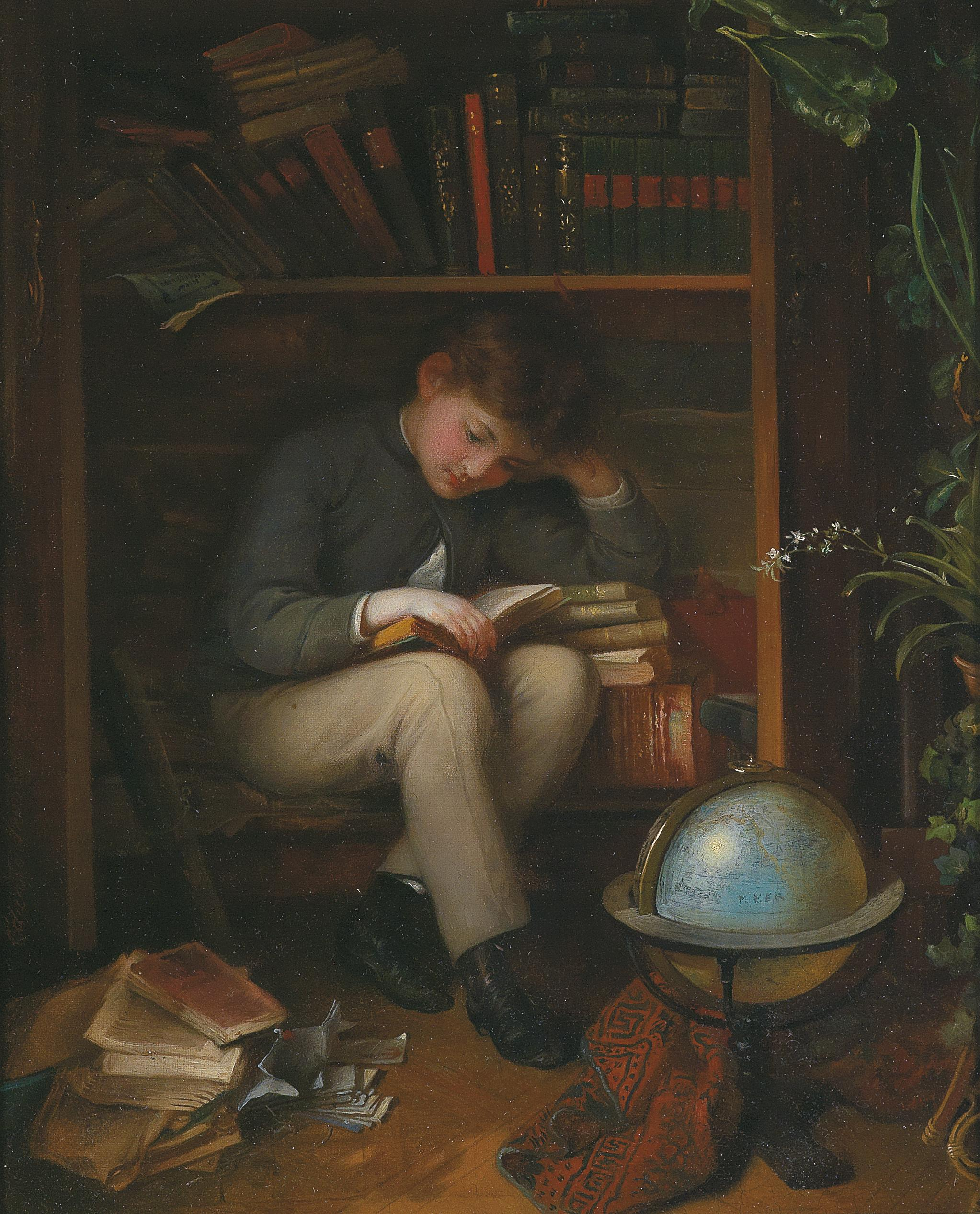
Malý knihomol
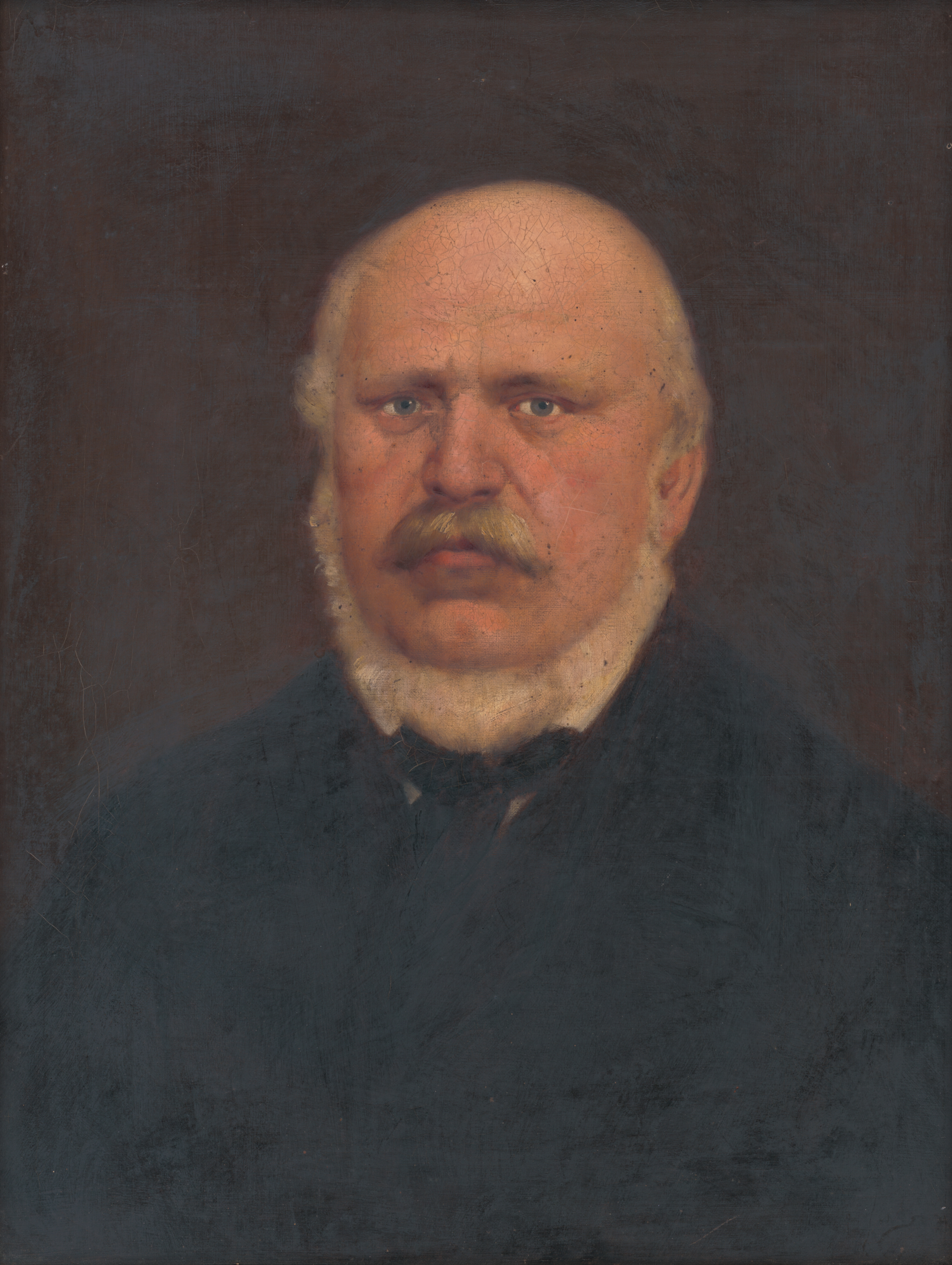
Portrét S. Milece
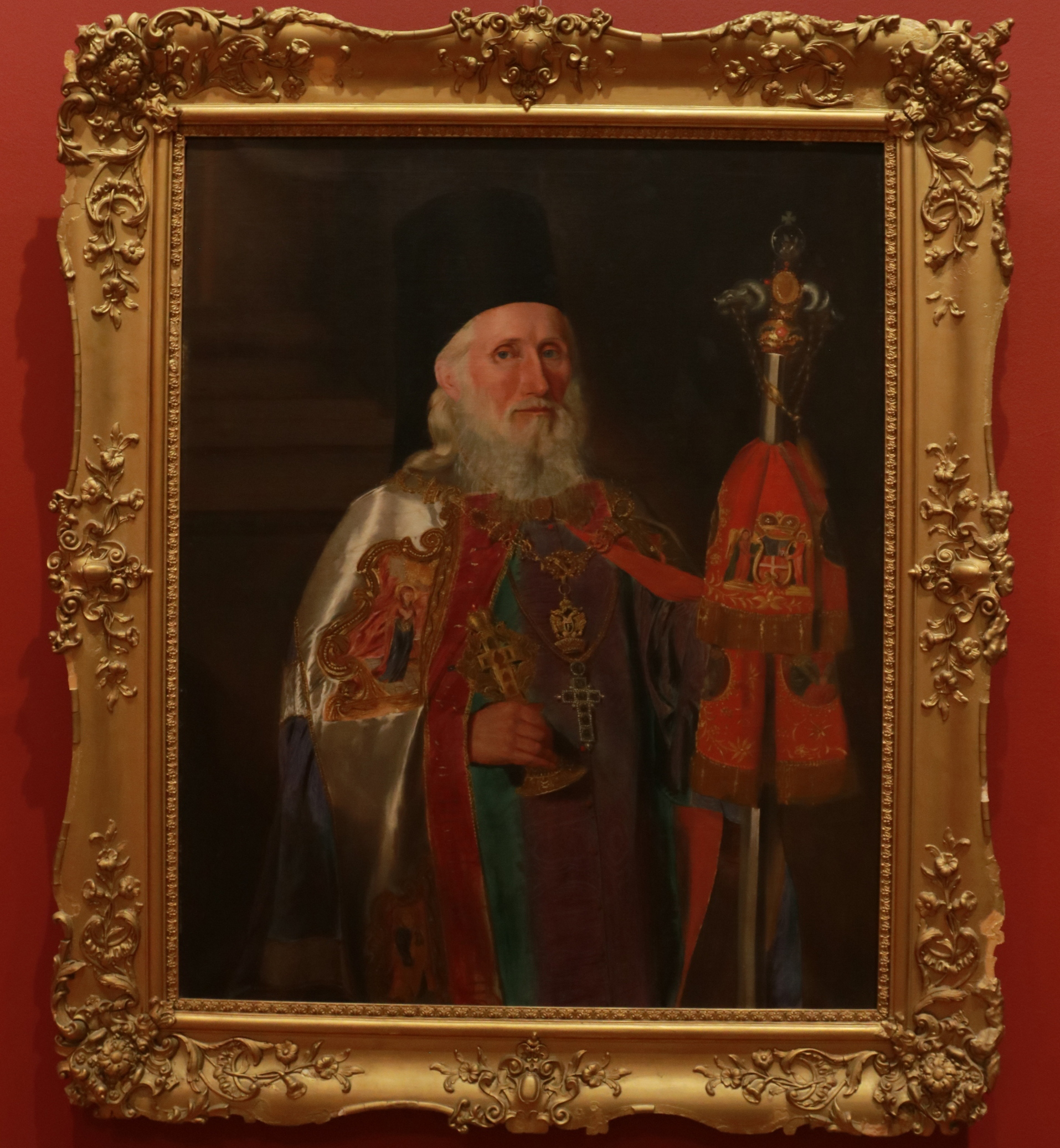
Srbský metropolita Josif Rajačić
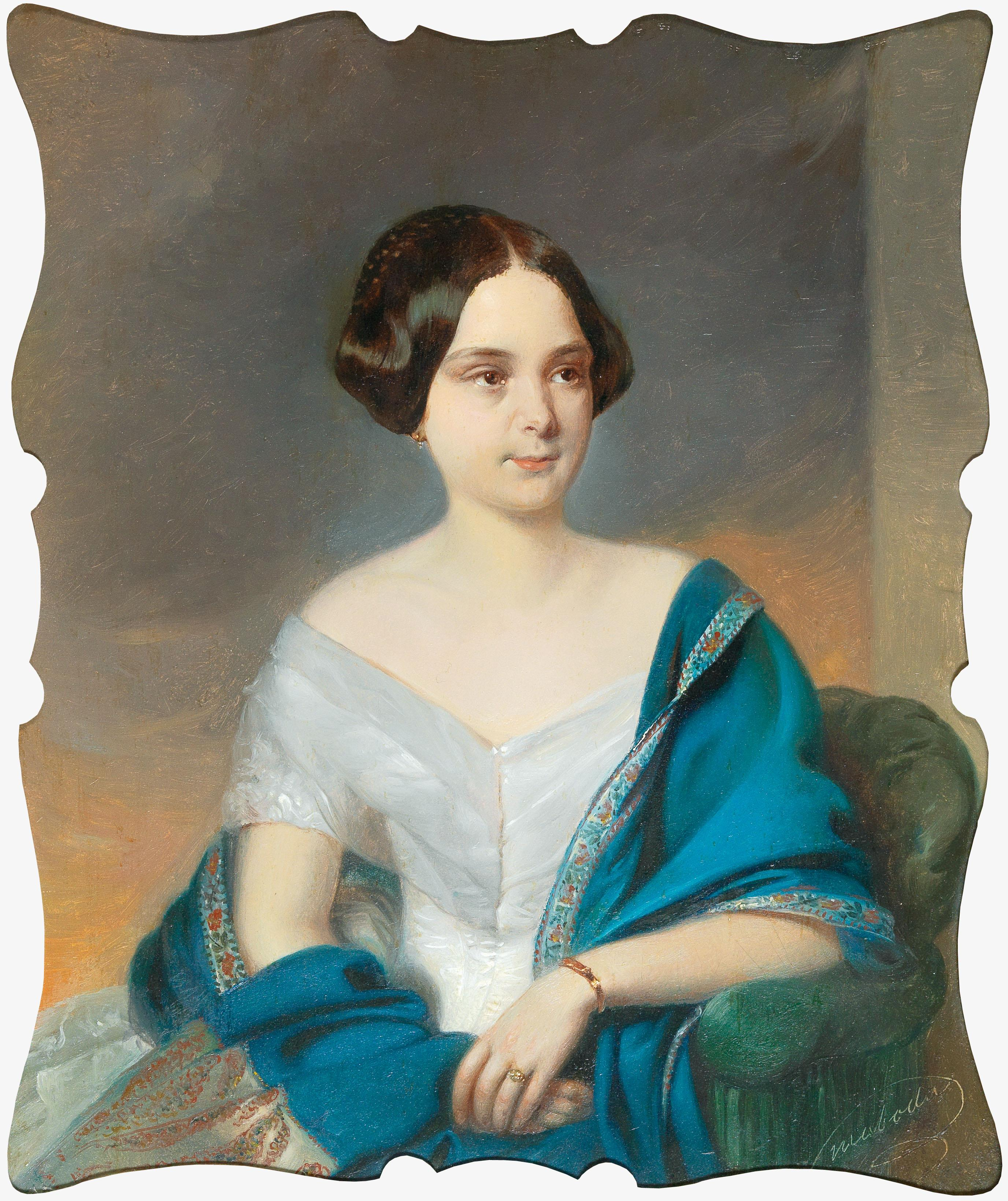
Portrét mladé dámy
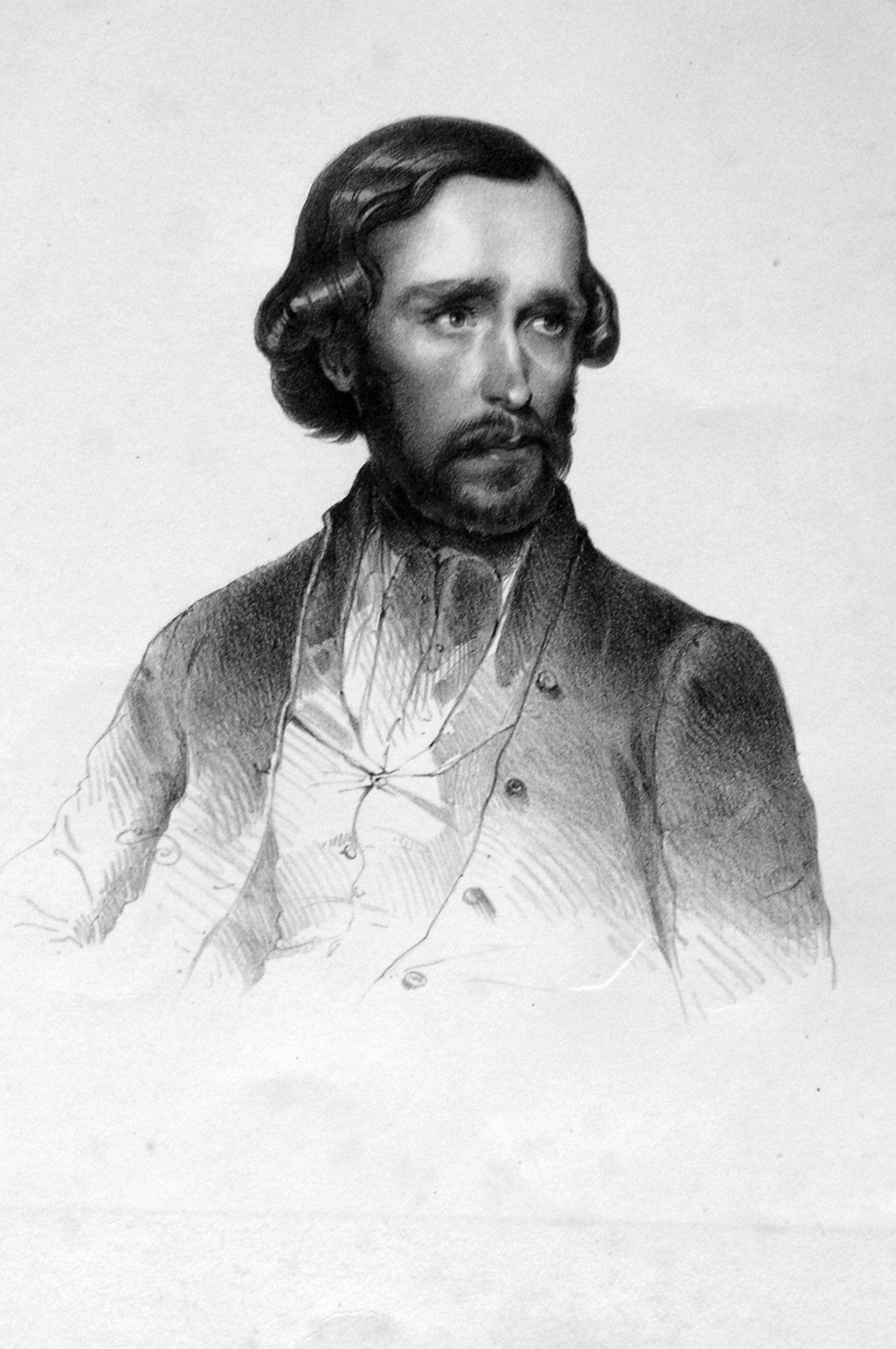
Johann Preleuthner
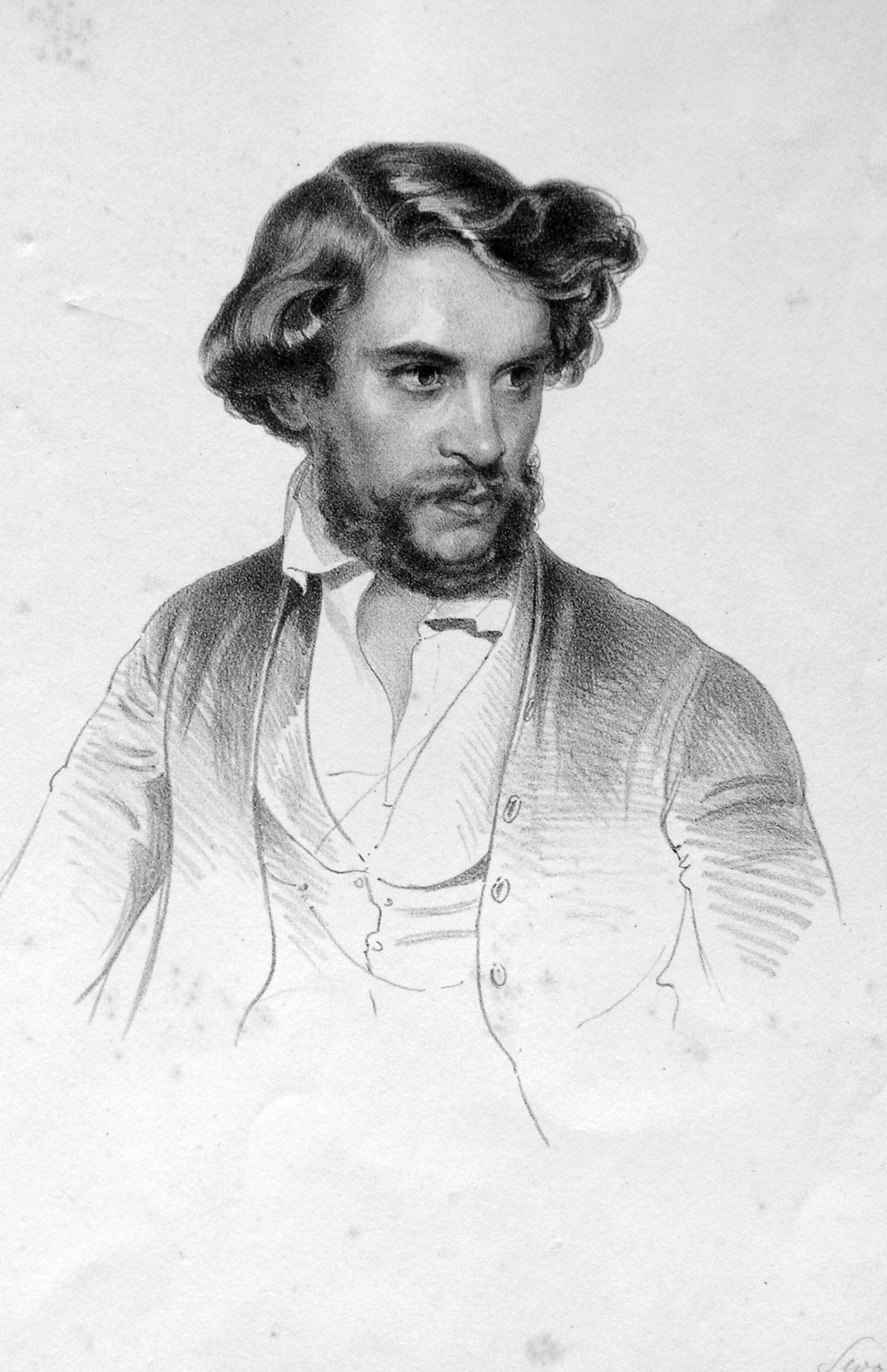
Josef Geyling